# Gayrussia.ru
Gayrussia.ru je организација која се бави одбраном ЛГБТ права у Русији. Организација сваке године организује различите ације које служе за подизање свести ЛГБТ популације а најпознатија је Москва Приде. Од 2008. године, Gayrussia.ru проширила се и у Белорусији и заједно је са својим хомологом Gaybelarus.by покренула Словенски понос.